# Siegfried Müller (Pädagoge)
Siegfried Müller (* 2. August 1940 in Bielefeld; † 12. Juni 2017 ebenda) war Professor i. R. für Erziehungswissenschaft an der Eberhard Karls Universität Tübingen. Dort hatte er den Lehrstuhl für Sozialpädagogik inne. Seine Arbeitsschwerpunkte waren Theorie der Sozialen Arbeit, Sozialadministration und Devianzpädagogik.
Nach einer Lehre als Technischer Zeichner und einer mehrjährigen Berufstätigkeit in der Industrie studierte Müller zunächst an der Höheren Fachschule für Sozialarbeit in Bielefeld mit Abschluss als staatlich anerkannter Sozialarbeiter, worauf als Stipendiat der Victor-Gollancz-Stiftung ein Studium der Soziologie, Psychologie und Erziehungswissenschaft an der Ruhr-Universität Bochum und der Universität Bielefeld folgte, das er mit dem Diplom in Soziologie abschloss. Anschließend war er erst Lehrbeauftragter und dann Wissenschaftlicher Assistent an der Pädagogischen Hochschule Westfalen-Lippe, wo er 1978 mit dem Thema „Soziale Probleme : Theoretische Vorarbeiten zur Analyse sozialpädagogisch relevanter Problembereiche. Ein Forschungsleitfaden“ zum Dr. paed. promoviert wurde. Die Habilitation an der Universität Bielefeld und die Verleihung der Venia legendi für das Fach Sozialpädagogik erfolgte 1980. Von 1981 bis zu seiner Emeritierung 2006 war er Professor für Erziehungswissenschaft mit dem Schwerpunkt Sozialpädagogik, zunächst an der Universität Bielefeld und dann ab 1982 an der Eberhard Karls Universität Tübingen.

## Schriften
- Erziehen – Helfen – Strafen. Das Spannungsverhältnis von Hilfe und Kontrolle in der sozialen Arbeit. Weinheim 2001. ISBN 3-7799-1215-5
- als Hrsg.: Bürgerschaftliches Engagement. Eine Herausforderung für Fachkräfte und Verbände Opladen 2000 ISBN 3-8100-2708-1
- als Hrsg.: Soziale Arbeit. Gesellschaftliche Bedingungen und professionelle Perspektiven. Neuwied 2000 ISBN 3-472-04370-9
- als Hrsg.: Kinderkriminalität. Empirische Befunde, öffentliche Wahrnehmung, Lösungsvorschläge. Opladen 1998. ISBN 3-8100-2030-3
- als Hrsg.: Soziale Arbeit in der Konkurrenzgesellschaft. Neuwied 1997 ISBN 3-472-03116-6
- als Hrsg.: Armut im Sozialstaat. Gesellschaftliche Analysen und sozialpolitische Konsequenzen. Neuwied 1997. ISBN 3-472-02723-1
- als Hrsg.: Fremde und Andere in Deutschland. Nachdenken über das Einverleiben, Einebnen, Ausgrenzen. Opladen 1995. ISBN 3-8100-1314-5
- als Hrsg.: Gewalt – Gesellschaft – Soziale Arbeit. Frankfurt a. M. 1993. ISBN 3-88493-113-X
- als Hrsg.: Das soziale Ehrenamt. Nützliche Arbeit zum Nulltarif. Weinheim 1992. ISBN 3-7799-0691-0
- als Hrsg.: Damit Erziehung nicht zur Strafe wird. Sozialarbeit als Konfliktschlichtung. Bielefeld 1986. ISBN 3-925515-03-8
- als Hrsg.: Graffiti. Tätowierte Wände Bielefeld 1985. ISBN 3-921680-44-1
- als Hrsg.: Verstehen oder kolonialisieren? Grundprobleme sozialpädagogischen Handelns und Forschens. Bielefeld 1984. ISBN 3-88302-063-X
- als Hrsg.: Handlungskompetenz in der Sozialarbeit, Sozialpädagogik. Bd. 1 und 2, Bielefeld 1982 und 1984. ISBN 3-921680-27-1 und ISBN 3-921680-30-1
- als Hrsg.: Sozialarbeit als soziale Kommunalpolitik. Ansätze zur aktiven Gestaltung lokaler Lebensbedingungen. Neuwied 1981 ISBN 3-47250984-8
- als Hrsg.: Sozialarbeit als Sozialbürokratie? Zur Neuorganisation sozialer Dienste. Neuwied 1980 ISBN 3-47250982-1
- Aktenanalyse in der Sozialarbeitsforschung. Weinheim 1980 ISBN 3-407-58074-6